# غار ویاندوت

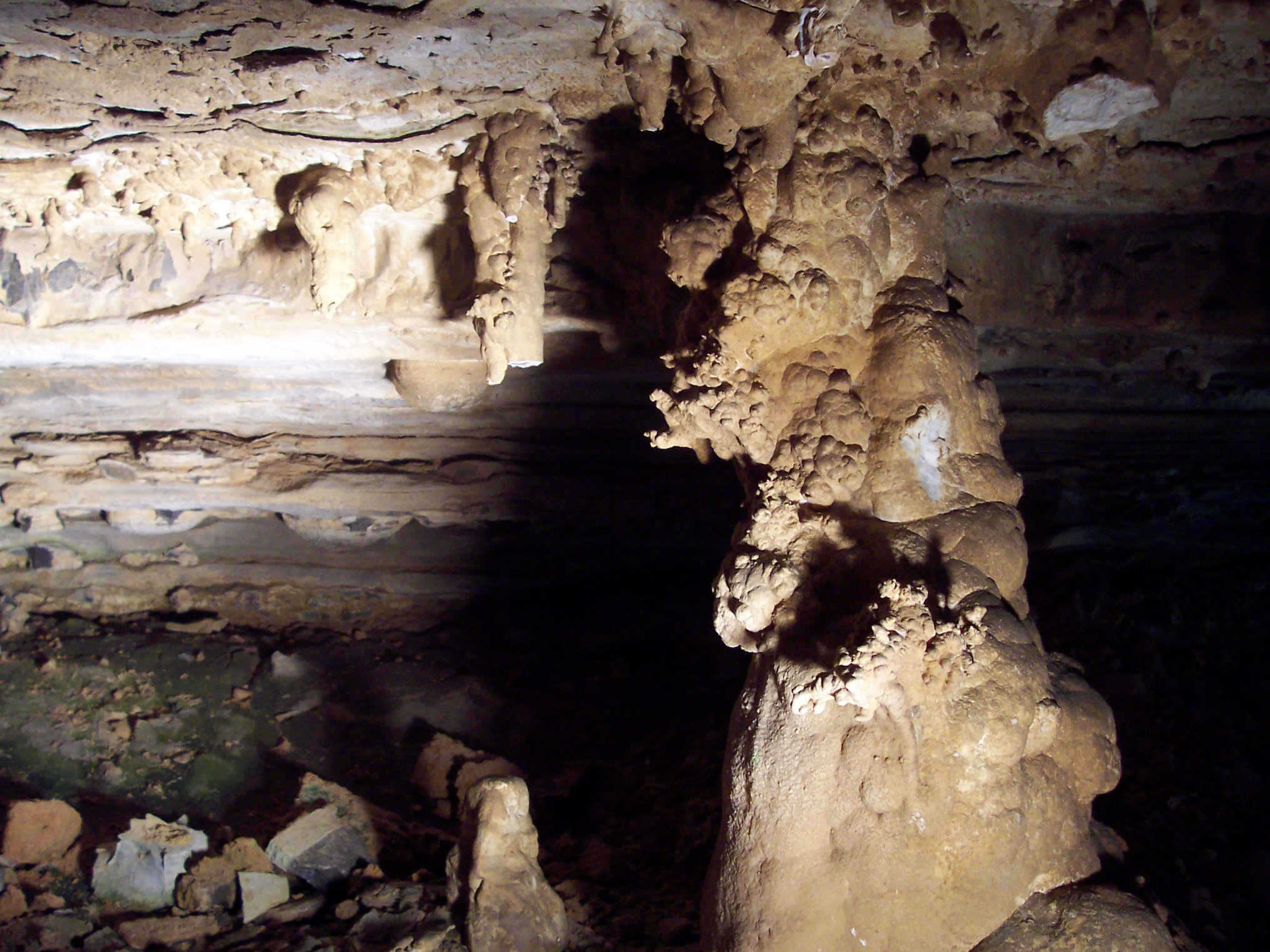
تشکیل ستون آهکی در غار

غار ویاندوت (به انگلیسی: Wyandotte Cave) در جنوب ایالت ایندیانا در آمریکا است جنسش از آهک بوده و معبرهای آن دارای پنج سطح می‌باشد و یکی از بزرگترین غارهای آمریکای شمالی به حساب می‌آید.در این غار یک کوه به ارتفاع ۴۱٫۱۴۸ متر وجود دارد که یکی از بزرگترین کوه‌های زیرزمینی می‌باشد.

## نگارخانه

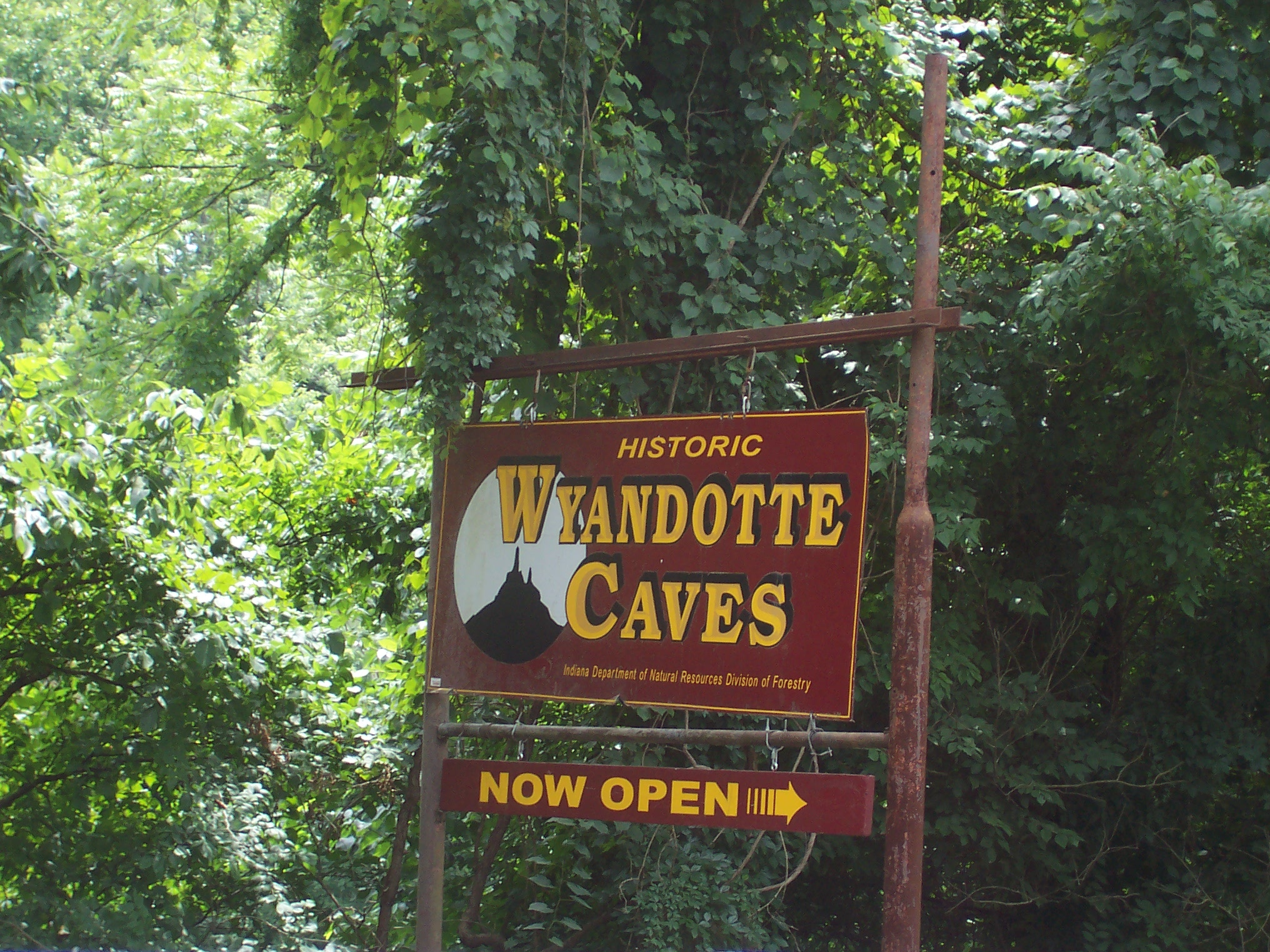
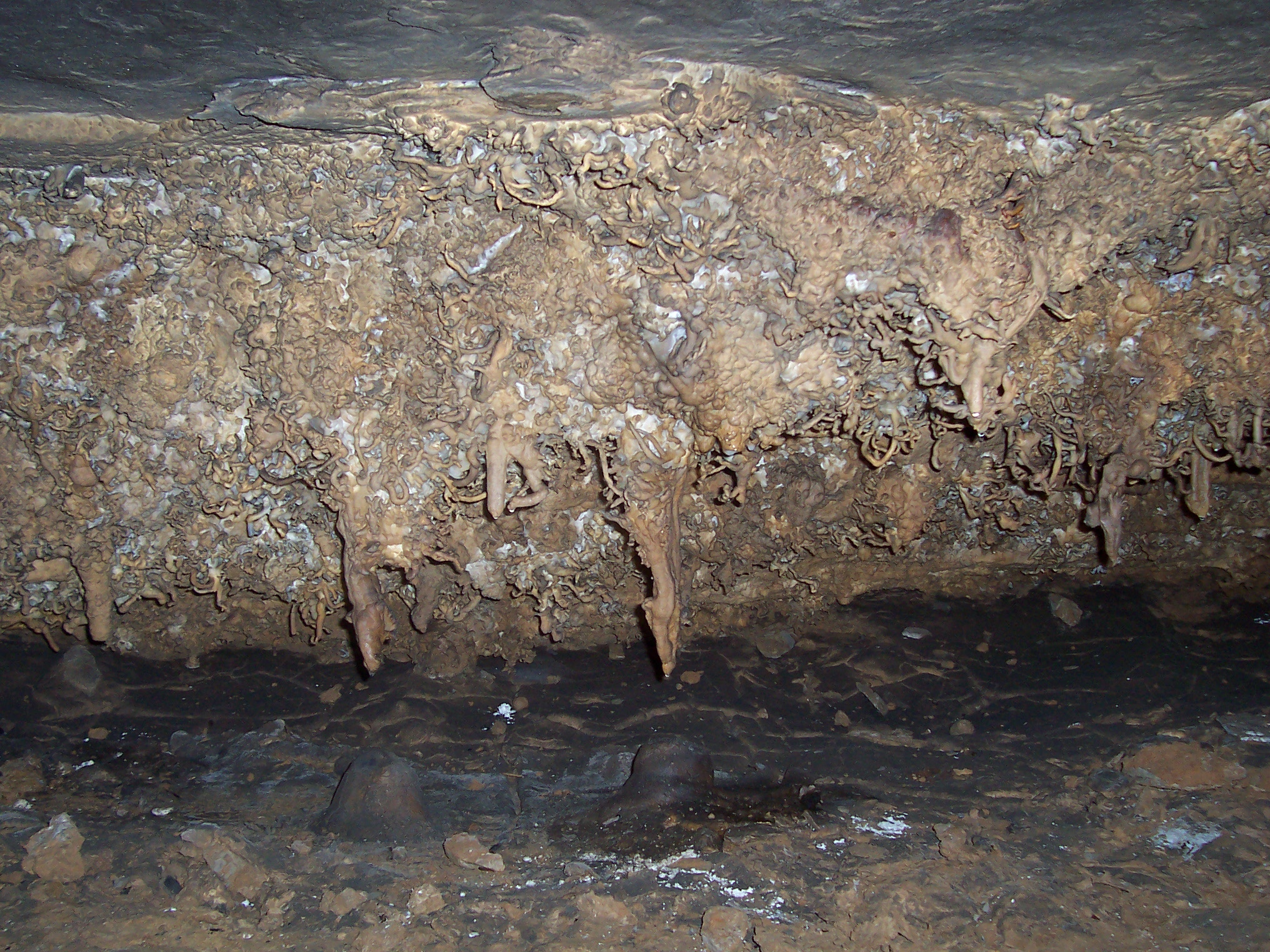
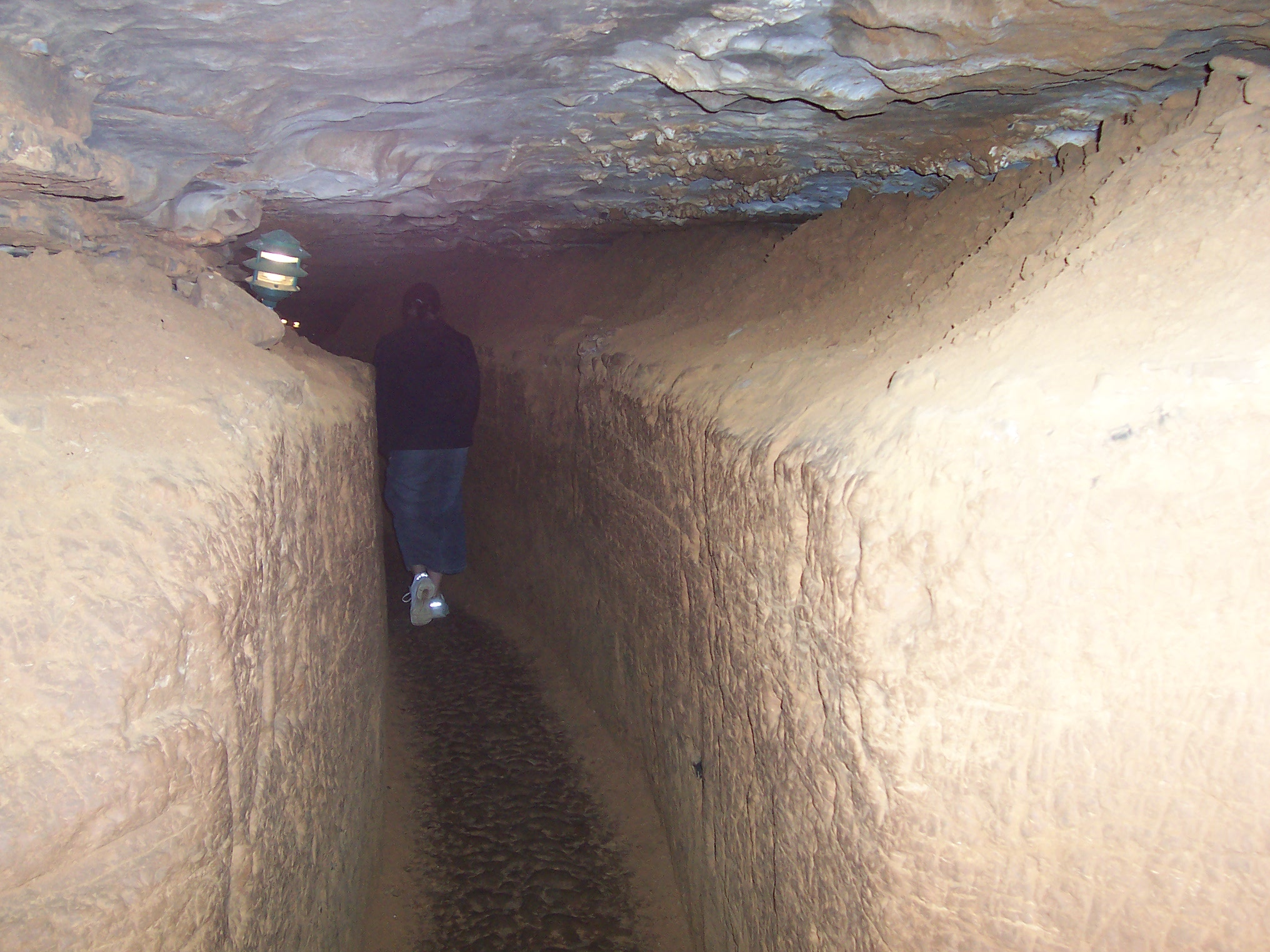
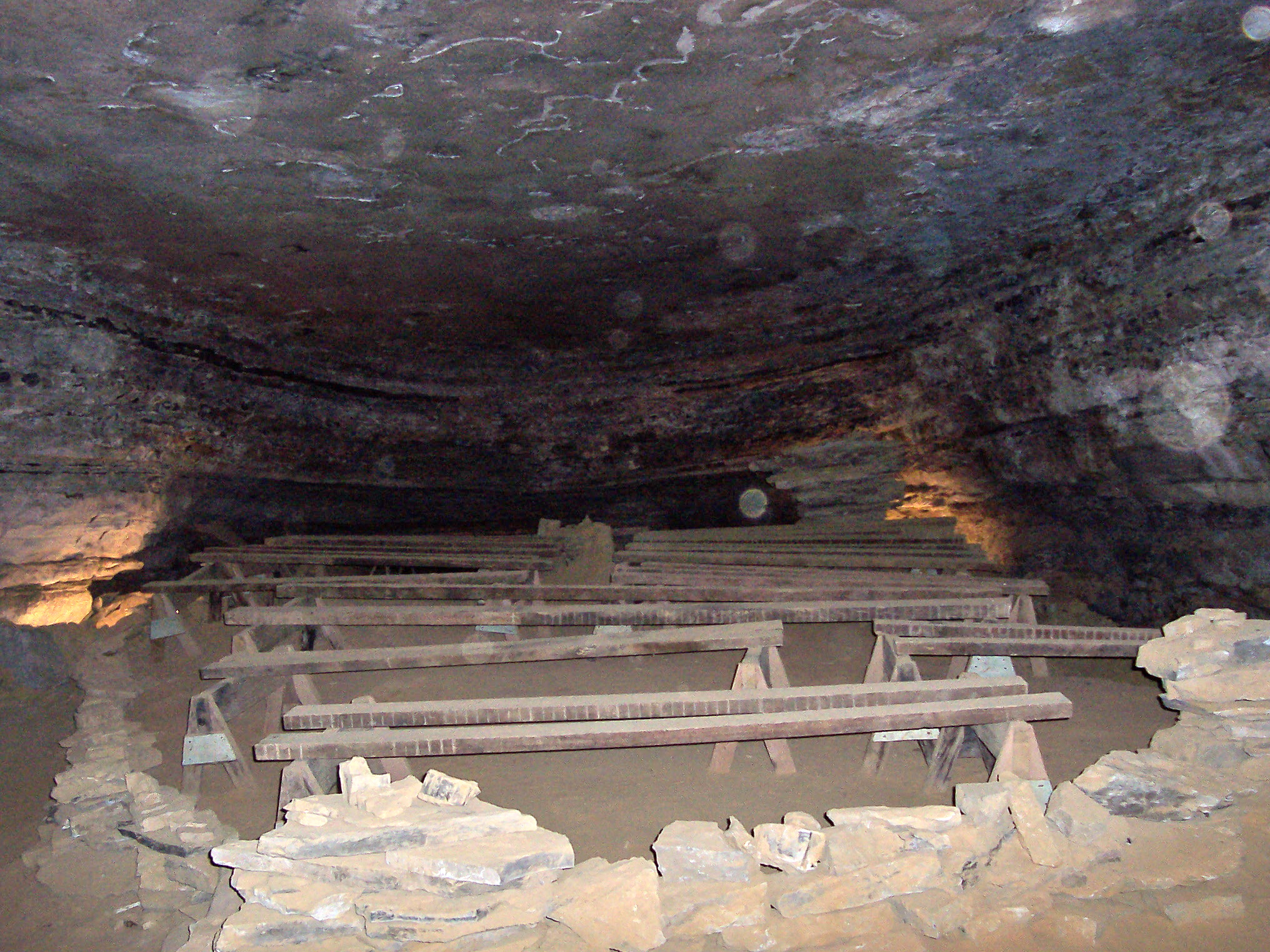